# Самолусковцы
Самолусковцы (укр. Самолусківці) — село в Гусятинской поселковой общине Чортковского района Тернопольской области Украины.
До 2020 года входило в Гусятинский район.
Код КОАТУУ — 6121686701. Население по переписи 2001 года составляло 1059 человек.

## Географическое положение
Село Самолусковцы находится на берегу реки Тайна, которая через 3,5 км впадает в реку Гнилая,
выше по течению на расстоянии в 4,5 км расположено село Старый Нижборок,
ниже по течению на расстоянии в 2 км расположено село Лычковцы.
Рядом проходит автомобильная дорога Т-2002.

## История
- 1650 год — дата основания.

## Объекты социальной сферы
- Школа I—II ст.
- Детский сад.
- Дом культуры.
- Фельдшерско-акушерский пункт.